# Hilary Swank
Hilary Ann Swank (Lincoln, Nebraska, 1974. július 30. –)  kétszeres Oscar- és Golden Globe-díjas amerikai színésznő, producer.
1992-ben debütált a filmvásznon a Buffy, a vámpírok réme című horrorvígjáték egy kisebb szerepével, majd a Karate kölyök filmek negyedik része, Az új karate kölyök (1994) hozta el számára a hírnevet. Az 1990-es években szerepelt még a Beverly Hills 90210 című drámasorozatban, 1997 és 1998 között. A fiúk nem sírnak (1998) című életrajzi drámában egy transznemű nő szerepében elnyerte a legjobb női főszereplőnek járó első Oscar- és Golden Globe-díját is. Második alkalommal Clint Eastwood Millió dolláros bébi (2004) című sportdrámájával szerezte meg mindkét díjat, ismét női főszereplőként.
További, fontosabb filmjei közé tartozik a Rossz álmok (2000), az Álmatlanság (2002), A mag (2003), a Vasakaratú angyalok (2004), a Vérvörös homok (2004), a A tíz csapás (2007), a P.S. I Love You (2007), a Saját szavak (2007) és az Amelia – Kalandok szárnyán (2009). 2010-től feltűnt a Meggyőződés (2010), a Szilveszter éjjel (2011), A kelletlen útitárs (2014), a Te nem vagy te (2014) és a Logan Lucky – A tuti balhé (2017) című filmekben.
2018-ban a Bizalom című drámasorozatban kapott főszerepet.

## Fiatalkora
A Nebraska állambeli Lincolnban született, anyja Judy Kay titkárnő és táncos volt, apja Stephen Michael Swank az Oregoni Légierő törzsőrmestere volt, később utazó ügynök lett belőle. Sok családtagja Iowa állam Ringgold megyéből származott, anyai nagyanyja Frances Martha Clough, lánykori nevén Dominguez Kaliforniában, El Centróban született, mexikói és indián felmenőktől. Apai nagyanyja Angliában látta meg a napvilágot, holland, német, skót, svájci, és welsh-i származású családban. Családneve eredetileg a német eredetű Schwenk volt.  
Washington Spokane városrészében élt, majd hatéves korában Bellinghambe költöztek. 16 éves koráig befejezte az elemi iskolát és a gimnáziumot, fiatalkorában versenyszerűen úszott, Washington állami bajnoka volt. A sport iránti érdeklődését iskolai éveiben már a színészet iránti vonzalom szorította háttérbe. Belépett az iskolai színjátszókörbe, majd színházi szerepeket kapott, először 9 évesen. 1990-ben, 16 éves korában édesanyjával Kaliforniába költözött. 

## Pályafutása
1992-ben debütált mellékszereplőként a Buffy, a vámpírok réme című horror-komédiában. Első főszerepét Julie Pierce-ként kapta Az új karate kölyök című 1994-es harcművészeti filmben. Tehetsége ekkor már a filmrendezők körében is nyilvánvalóvá vált, több televíziós- és mozifilmben feltűnt. Karrierje azonban mégis a Beverly Hills 90210 című sorozattal indult be 1997–1998-ban. A közönség pozitív visszajelzésének köszönhetően Kimberly Peirce rendező főszerepet adott neki 1999-es A fiúk nem sírnak című filmdrámájában. A filmben egy olyan lányt alakít, aki egy amerikai kisvárosba költözve férfiként kezd új életet. Színészi játékát 2000-ben Oscar-díjjal jutalmazták. 
Első Oscar-díját követően Hollywood elhalmozta szerepekkel, ám átütő sikert egyikkel sem tudott elérni, egészen 2005-ig. Ekkor osztották rá Maggie Fitzgerald szerepét a Millió dolláros bébi című sportfilmben. A valós esetet feldolgozó drámában nyújtott alakítása 2005-ben ismét Oscar-díjat érdemelt. 

## Magánélete
Hét évi együttélés után vált el férjétől, Chad Lowe-tól. 2000-ben a #74 lett a Maxim magazin a világ 100 legszexisebb nője listán.

## Filmográfia

### Film
| Év   | Magyar cím                           | Eredeti cím                       | Szerep                          | Magyar hang        |
| ---- | ------------------------------------ | --------------------------------- | ------------------------------- | ------------------ |
| 1992 | Buffy, a vámpírok réme               | Buffy the Vampire Slayer          | Kimberly Hannah                 |                    |
| 1994 | Az új karate kölyök                  | The Next Karate Kid               | Julie Pierce                    | Somlai Edina       |
| 1996 | Kárhozottak                          | Sometimes They Come Back... Again | Michelle Porter                 | Biró Anikó         |
| 1996 |                                      | Kounterfeit                       | Colleen                         |                    |
| 1997 | Hollywoodi hétköznapok               | Quiet Days in Hollywood           | Lolita                          |                    |
| 1998 |                                      | Heartwood                         | Sylvia Orsini                   |                    |
| 1999 | A fiúk nem sírnak                    | Boys Don't Cry                    | Brandon Teena                   | Homonnai Katalin   |
| 2000 | Rossz álmok                          | The Gift                          | Valerie Barksdale               | Gubás Gabi         |
| 2000 |                                      | The Audition (rövidfilm)          | ismeretlen szerep               |                    |
| 2001 | A királyné nyakéke                   | The Affair of the Necklace        | Jeanne St. Rémy de Valois       | Pikali Gerda       |
| 2002 | Álmatlanság                          | Insomnia                          | Ellie Burr nyomozó              | Németh Borbála     |
| 2002 |                                      | The Space Between (rövidfilm)     | ismeretlen szerep               |                    |
| 2003 | 11:14                                | 11:14                             | Buzzy                           | Szabó Zselyke      |
| 2003 | A mag                                | The Core                          | Rebecca "Beck" Childs őrnagy    | Nagy-Kálózy Eszter |
| 2004 | Vérvörös homok                       | Red Dust                          | Sarah Barcant                   |                    |
| 2004 | Millió dolláros bébi                 | Million Dollar Baby               | Maggie Fitzgerald               | Kisfalvi Krisztina |
| 2006 | Fekete Dália                         | The Black Dahlia                  | Madeleine Linscott              | Pikali Gerda       |
| 2007 | A tíz csapás                         | The Reaping                       | Katherine Winter                | Kisfalvi Krisztina |
| 2007 | Saját szavak                         | Freedom Writers                   | Erin Gruwell                    | Kisfalvi Krisztina |
| 2007 | P.S. I Love You                      | P.S. I Love You                   | Holly Kennedy                   | Pikali Gerda       |
| 2008 | Balhés tesók                         | Birds of America                  | Laura                           |                    |
| 2009 | Amelia – Kalandok szárnyán           | Amelia                            | Amelia Earhart                  | Kisfalvi Krisztina |
| 2010 | Meggyőződés                          | Conviction                        | Betty Anne Waters               | Kisfalvi Krisztina |
| 2011 | Pokoli albérlet                      | The Resident                      | Dr. Juliet Devereau             | Kisfalvi Krisztina |
| 2011 | Szilveszter éjjel                    | New Year's Eve                    | Claire Morgan                   | Pálfi Kata         |
| 2014 | A kelletlen útitárs                  | The Homesman                      | Mary Bee Cuddy                  | Kisfalvi Krisztina |
| 2014 | Te nem vagy te                       | You're Not You                    | Kate Parker                     | Kisfalvi Krisztina |
| 2015 | A Niki Lauda sztori (dokumentumfilm) | Lauda: The Untold Story           | önmaga                          |                    |
| 2016 |                                      | Spark                             | Királyné (hangja)               |                    |
| 2017 | Logan Lucky – A tuti balhé           | Logan Lucky                       | Sarah Grayson különleges ügynök | Kisfalvi Krisztina |
| 2017 | 55 lépés                             | 55 Steps                          | Colette Hughes                  | Kisfalvi Krisztina |
| 2018 | Ami egykor volt                      | What They Had                     | Bridget Ertz                    |                    |
| 2019 | Én vagyok anya                       | I Am Mother                       | nő                              |                    |
| 2020 | Vadászat                             | The Hunt                          | Athena Stone                    | Kisfalvi Krisztina |
| 2020 | A végzet asszonya                    | Fatale                            | Valerie Quinlan nyomozó         | Kisfalvi Krisztina |
| 2023 | Jó édes anyád                        | The Good Mother                   | Marissa Bennings                | Kisfalvi Krisztina |
| 2024 | Köztünk élő angyalok                 | Ordinary Angels                   | Sharon Stevens                  | Kisfalvi Krisztina |

### Televízió
| Év        | Magyar cím                         | Eredeti cím                            | Szerep             | Megjegyzések                                 |
| --------- | ---------------------------------- | -------------------------------------- | ------------------ | -------------------------------------------- |
| 1991      | Kisvárosi mesék                    | Evening Shade                          | Aimee Thompson     | 2 epizód                                     |
| 1991–1992 |                                    | Growing Pains                          | Sasha Serotsky     | 2 epizód                                     |
| 1992–1993 |                                    | Camp Wilder                            | Danielle           | főszereplő (19 epizód)                       |
| 1994      | Néma sikolyok                      | Cries Unheard: The Donna Yaklich Story | Patty Yaklich      | tévéfilm                                     |
| 1996      |                                    | Terror in the Family                   | Deena Marten       | tévéfilm                                     |
| 1997      | Az igazság nyomában – Halálos eskü | Dying to Belong                        | Lisa Connors       | tévéfilm                                     |
| 1997      | Álomgyilkos                        | The Sleepwalker Killing                | Lauren Schall      | tévéfilm                                     |
| 1997      |                                    | Leaving L.A.                           | Tiffany Roebuck    | főszereplő (6 epizód)                        |
| 1997–1998 | Beverly Hills 90210                | Beverly Hills, 90210                   | Carly Reynolds     | főszereplő (16 epizód)                       |
| 2004      | Vasakaratú angyalok                | Iron Jawed Angels                      | Alice Paul         | - tévéfilm - magyar hangja: - Németh Borbála |
| 2013      | Mary és Martha                     | Mary and Martha                        | Mary Morgan        | - tévéfilm - magyar hangja: - Németh Borbála |
| 2018      | Bizalom                            | Trust                                  | Gail Getty         | főszereplő (9 epizód)                        |
| 2019–2020 | BoJack Horseman                    | BoJack Horseman                        | Joey Pogo (hangja) | 5 epizód                                     |
| 2020      | A távolban                         | Away                                   | Emma Green         | főszereplő (10 epizód) vezető producer       |
| 2022–2023 |                                    | Alaska Daily                           | Eileen Fitzgerald  | főszereplő és vezető producer                |

## Díjak, jelölések
- Oscar-díj

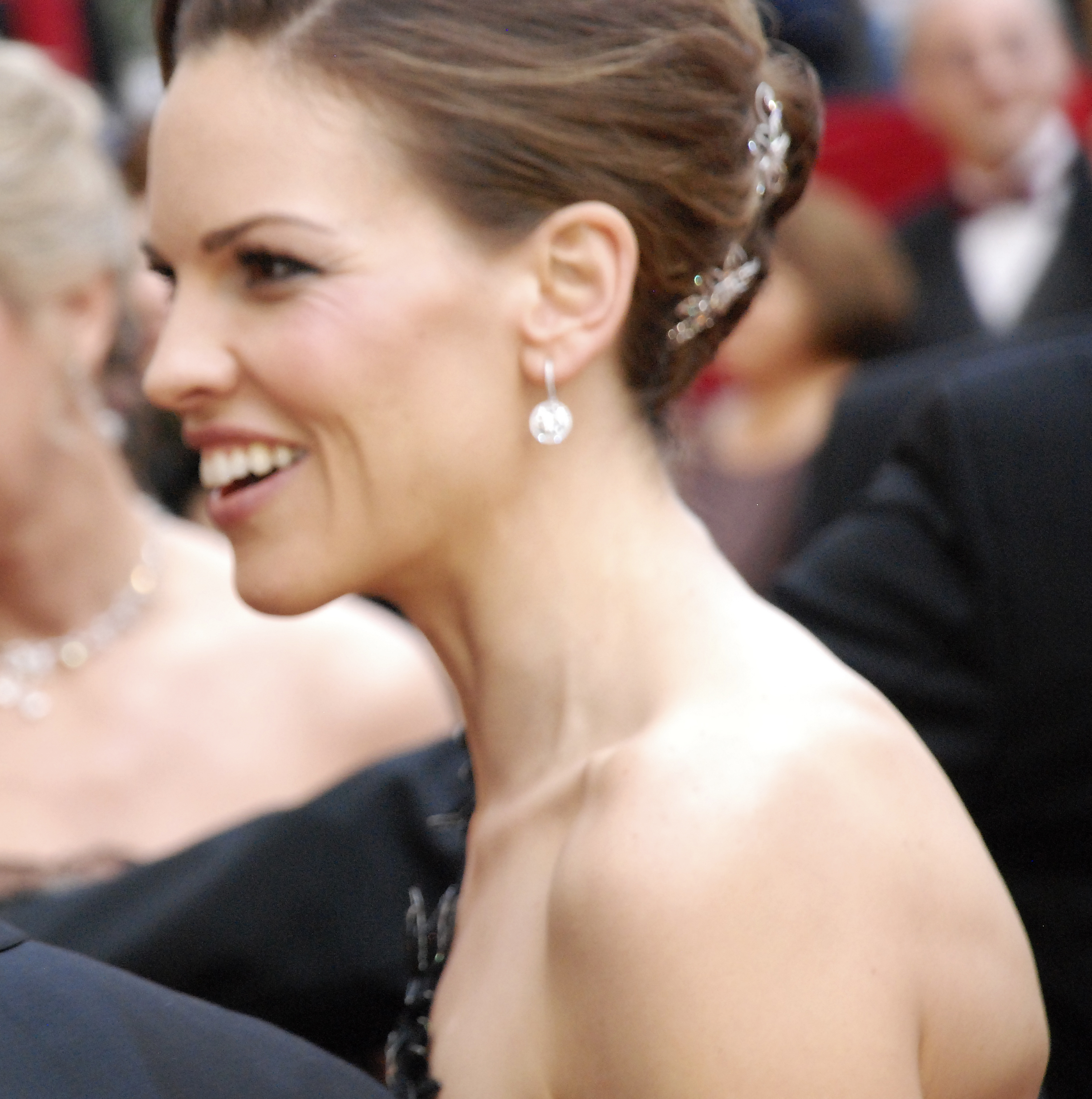
Swank a 2008-as Oscar-díjátadón.

  - 2005 díj: legjobb női főszereplő (Millió dolláros bébi)
  - 2000 díj: legjobb női főszereplő (A fiúk nem sírnak)
- Golden Globe-díj
  - 2005 díj: legjobb színésznő – drámai kategória (Millió dolláros bébi)
  - 2000 díj: legjobb színésznő – drámai kategória (A fiúk nem sírnak)
- Bambi-díj (2015)[13]

## Fordítás
- Ez a szócikk részben vagy egészben  a   Hilary Swank című angol Wikipédia-szócikk fordításán alapul.  Az eredeti cikk szerkesztőit annak laptörténete sorolja fel. Ez a jelzés csupán a megfogalmazás eredetét és a szerzői jogokat jelzi, nem szolgál a cikkben szereplő információk forrásmegjelöléseként.